# Scheepsdalebrug
De Scheepsdalebrug is een brug in Brugge. Ze is onderdeel van de N9, loopt over het kanaal Brugge-Oostende en verbindt de Scheepsdalelaan met de Blankenbergse en de Oostendse Steenweg. De brug wordt beheerd door Waterwegen en Zeekanaal. In de loop der eeuwen hebben op deze plaats verschillende opeenvolgende bruggen gelegen.

## Een Vierendeelbrug

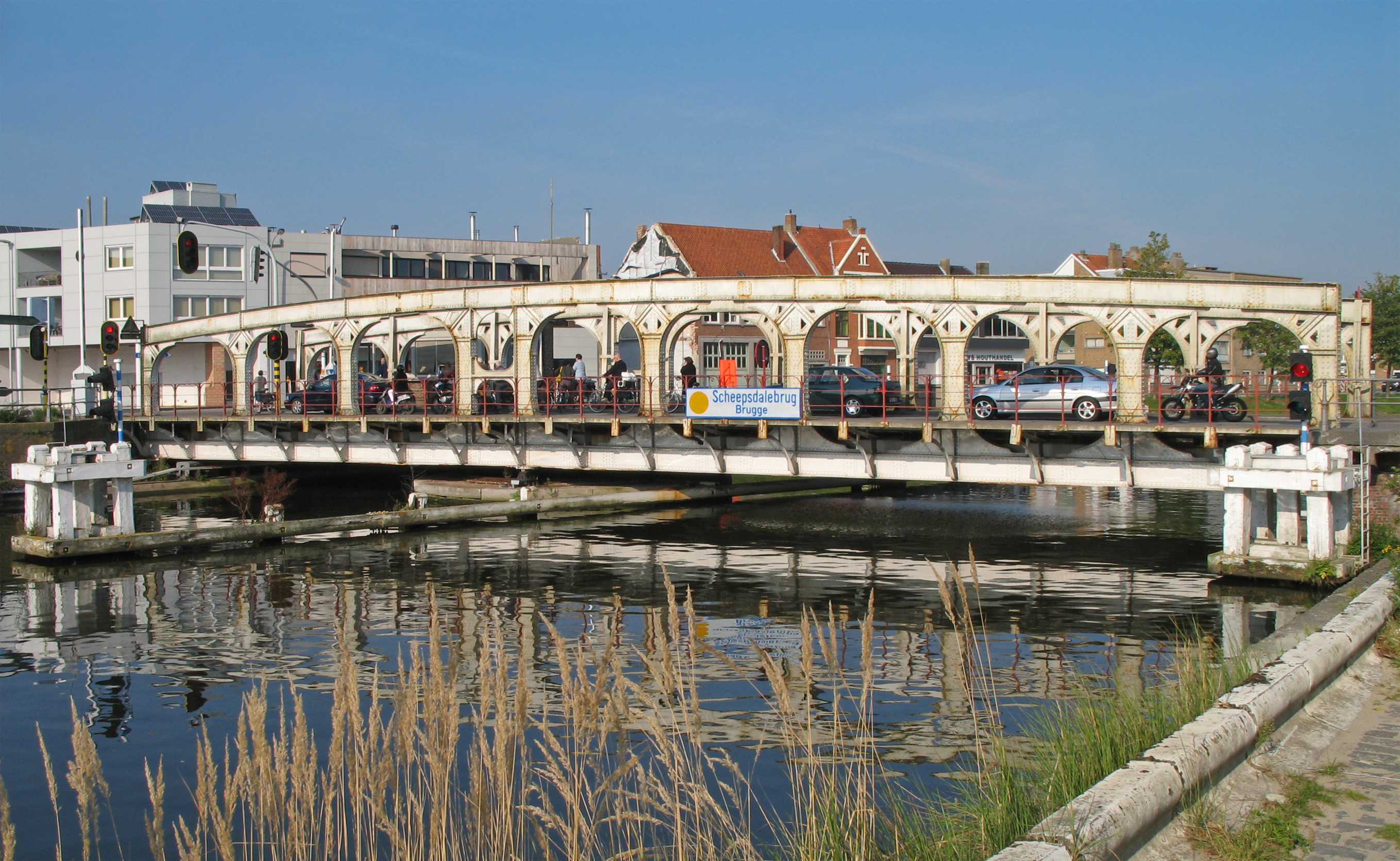
De voormalige Scheepsdalebrug, gezien vanuit het westen.

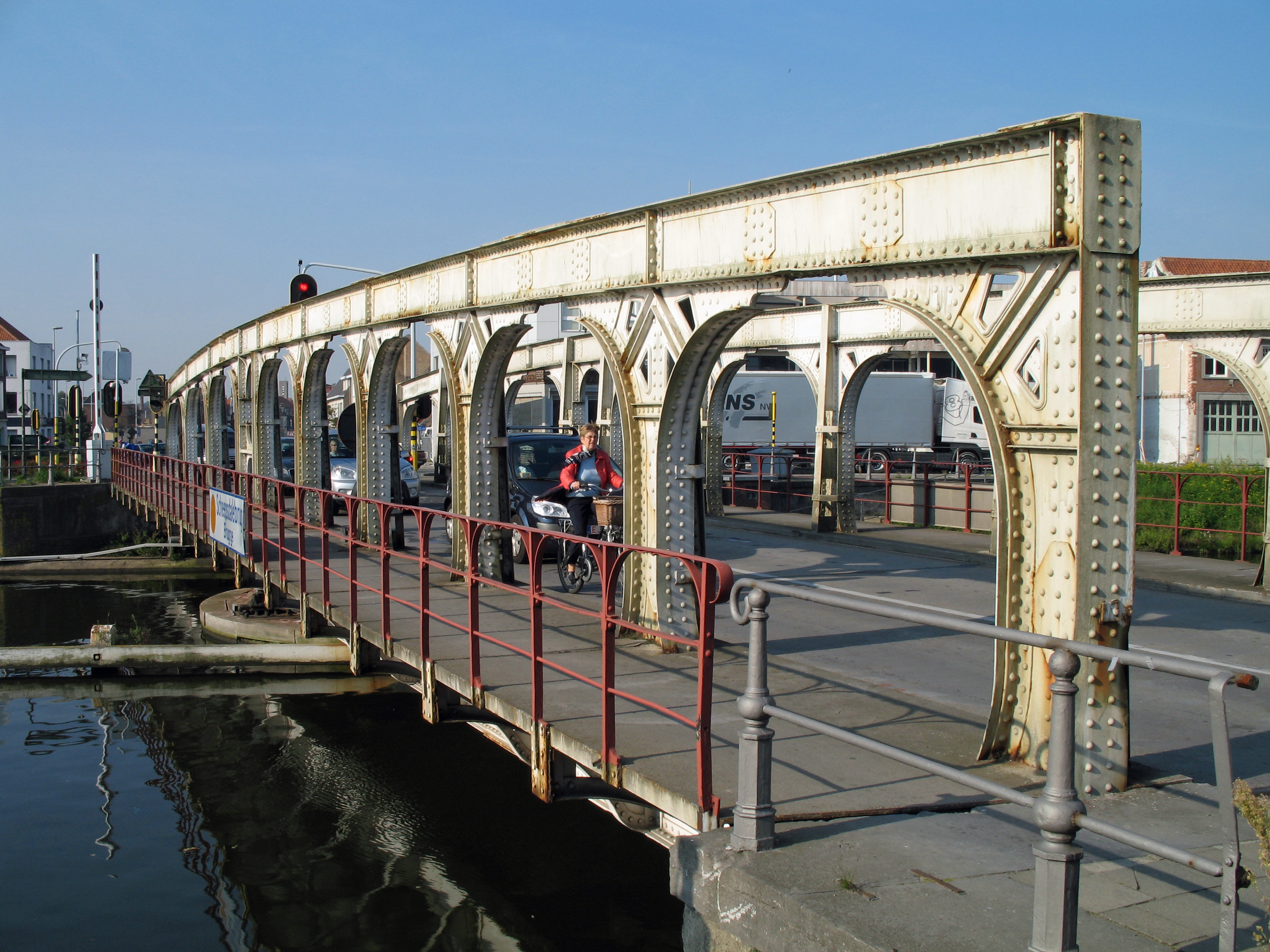
De voormalige Scheepsdalebrug.

De plannen van de Scheepsdalebrug werden opgemaakt in 1926 door het Ministerie van Openbare Werken en op 1 maart 1928 goedgekeurd door de internationaal bekende ingenieur Arthur Vierendeel. In 1932-1933 werd de brug gebouwd in het Brugse metaalbedrijf La Brugeoise en ten laatste in 1934 in gebruik gesteld. De brug werd een draaibrug van het type vierendeelbrug.
Tijdens de Tweede Wereldoorlog, in september 1944 maakten de Duitsers de brug onklaar voor wegverkeer en scheepvaart. Het geallieerd commando gaf opdracht de brug in ijltempo af te breken, teneinde de scheepvaart ten behoeve van de legerbevoorrading te herstellen. De brug werd vakkundig ontmanteld en werd in 1946 heropgebouwd.
Toen in 2006 bekend werd dat de brug vervangen zou worden, werden acties gevoerd enerzijds om ze als monument te beschermen, anderzijds om bestanddelen elders op te richten. De VVIA zette zich hiervoor in, gesteund door Brugse verenigingen. Op 19 augustus 2009 werd een nota gepubliceerd onder de titel Noodkreet. Monumentenstad Brugge plant sloop oudste Vierendeel-brug ter wereld.
Er werd onderzocht om de brug een nieuwe bestemming te geven, maar de kostprijs werd door de overheid te hoog gevonden. Ook het voorstel van monumentenzorgers om een gedeelte van de brug te bewaren en op een passende plaats op te stellen kreeg geen gevolg.
De Vlaamse overheid deelde mee dat de bewaring van de Scheepsdalebrug onhaalbaar was. Er werd hierbij vermeld dat in Vlaanderen al enkele Vierendeelbruggen beschermd waren. Het ging echter om twee bruggen van een ander type dan de Scheepsdalebrug: de spoorbrug over de Leuvensesteenweg in Mechelen (1935) en de betonnen Pontbrug in Drongen (1926). De brug werd uiteindelijk in 2009 gesloopt. Een onderdeel van de brug, gered van de verschroting, wacht op een bestemming.

## Nieuwe brug
In 2009-2011 werd een nieuwe brug gebouwd. Het is een 19 meter brede kantelbrug met 15 meter hoge rolarmen. De hefbeweging geschiedt langs de lengteas van de brug en dwars op de as van het kanaal. Dit gebeurt niet rond een vast draaipunt, maar - vergelijkbaar met het principe van de rolbasculebrug - met een bewegend draaipunt, bestaande uit een boogvormig gedeelte dat op de onderbouw rolt.
 Het ontwerp van de brug is gemaakt door Architectuur en Stedenbouw E+W Eggermont.
Voor het gemotoriseerd wegverkeer zijn er drie rijvakken. Afgescheiden daarvan zijn aan weerszijden brede fiets- en voetpaden. Voor het scheepvaartverkeer verdween de centrale constructie van de draaibrug, waardoor de doorvaartbreedte werd vergroot van 16 naar 29 m. Vertragingen, zowel voor scheepvaart- als voor wegverkeer, moeten kleiner worden, door het snellere kantelmechanisme.